# Denise Richards
Denise Lee Richards (Downers Grove, 17 februari 1971) is een Amerikaans actrice. Ze werd onder meer bekend door haar rol als piloot in Starship Troopers (1997) van Paul Verhoeven. In 2000 kreeg ze een Razzie Award voor de slechtste vrouwelijke bijrol voor haar spel als kernfysicus dr. Christmas Jones (bondgirl) in The World Is Not Enough. Ze speelde ook een gastrol in de serie Two and a Half Men, waarbij ze de vlam van Charlie Sheen speelde. In werkelijkheid waren de twee toen ook (net) getrouwd.

## Biografie
Richards is geboren in Downers Grove als de eerste van twee dochters van Irving en Joni Richards. Als tiener verhuisde ze naar Californië, waar ze cheerleader werd. In de jaren negentig speelde Denise vooral in B-films, hoewel ze ook te zien was in commerciële successen als Starship Troopers, Wild Things en Love Actually.
Op 15 juni 2002 trouwde Richards met acteur Charlie Sheen, met wie ze twee dochters kreeg. Zij en Sheen zijn in november 2006 gescheiden.
Sinds 2019 maakt Richards deel uit van de cast van The Real Housewives of Beverly Hills.
In de Amerikaanse sitcom Friends speelde ze een gastrol als nicht Cassie van Ross Geller en Monica Geller in een rol als vamp, zowel Chandler Bing, Ross als Phoebe Buffay vallen voor haar.

## Filmografie
- 2018: The Toybox
- 2017: Altitude
- 2015: A Christmas Reunion (televisiefilm)
- 2012: Blue Lagoon: The Awakening
- 2009: Deep in the Valley
- 2009: Kambakkht Ishq (Indiaas)
- 2009: Finding Bliss
- 2008: Jolene
- 2007: Blonde and Blonder
- 2008: Edmond
- 2004: I Do (But I Don't)
- 2004: Elvis Has Left the Building
- 2004: Yo puta
- 2003: Scary Movie 3
- 2003: Love Actually
- 2002: Empire
- 2002: You Stupid Man
- 2002: The Third Wheel
- 2002: Undercover Brother
- 2001: Valentine
- 2001: Good Advice
- 1999: The World Is Not Enough
- 1999: Drop Dead Gorgeous
- 1999: Tail Lights Fade
- 1998: Wild Things
- 1998: Lookin' Italian
- 1997: Nowhere
- 1997: Starship Troopers
- 1994: Tammy and the T-Rex
- 1993: Loaded Weapon 1

- Bibsys: 1088549
- Biblioteca Nacional de España: XX1366275
- Bibliothèque nationale de France: cb14071512s (data)
- Catàleg d'autoritats de noms i títols de Catalunya: 981058514649606706
- Gemeinsame Normdatei: 142006602
- International Standard Name Identifier: 0000 0001 1936 0565
- Library of Congress Control Number: no98094907
- MusicBrainz: ebf5fcec-9705-4fb8-8974-67bb6394b0f7
- Nationale Bibliotheek van Israël: 987012329598105171
- Nationale Bibliotheek van Polen: a0000001675092
- Nederlandse Thesaurus van Auteursnamen: 120952912
- SNAC: w6vh6jfg
- Système universitaire de documentation: 162173059
- Virtual International Authority File: 71598534
- WorldCat: E39PBJppBkpk9HbphCgmPkc773